# Carlos Briones
Carlos Briones (* 16. Juni 1968 in Guadalajara, Jalisco) ist ein ehemaliger mexikanischer Fußballspieler auf der Position des Torwarts.

## Laufbahn
Die meiste Zeit seiner Profikarriere verbrachte Briones bei seinem Heimatverein UAG Tecos, mit dem er in der Saison 1993/94 den einzigen Meistertitel der Vereinsgeschichte gewann.
Mit Ausnahme der Saison 1996/97, in der er an den Hauptstadtverein Cruz Azul ausgeliehen war, absolvierte Briones zwischen 1987 und 2000 mehr als 300 Punktspieleinsätze für die Tecos. Später wechselte er zum Club León und anschließend zum CF La Piedad, bei denen er je eine Saison unter Vertrag stand, bevor er seine aktive Laufbahn beim CD Irapuato ausklingen ließ. Seine erste Saison 2002/03 mit den Freseros verbrachte er in der zweitklassigen Primera División 'A' und erreichte als Meister der Apertura 2002 das Aufstiegsfinale am Saisonende gegen den Meister der Clausura, León, der nicht nur sein vorheriger Verein war, sondern zugleich der  Erzrivale der Freseros ist. In diesem Duell konnten die Freseros sich durchsetzen und schafften somit die Rückkehr in die höchste Spielklasse, in der sie zuletzt 2001 vertreten waren.
Im Zeitraum zwischen 1993 und 1996 kam Briones zu insgesamt drei Länderspieleinsätzen für die mexikanische Nationalmannschaft.

## Erfolge
- Mexikanischer Meister: 1993/94
- Mexikanischer Zweitligameister: 2002/03